# Río Lois
El Río Lois (en portugués: Ribeira de Lois; en tetun: Mota Lois) es el principal curso de agua de la mayor cuenca hidrográfica de Timor Oriental en volumen de agua. Tiene su origen en el macizo de Fatu-Mean, corriendo entonces hacia el nordeste hasta hacer un semicírculo brusco al noroeste y desembocar en la costa norte, en el estrecho de Ombai, 20 km al sudoeste de Maubara, demarcando así la frontera natural entre los distritos de Liquiçá y Bobonaro.
El Lois resulta de la unión de tres ríos: Be-Bai, que nace en el territorio de la vecina Indonesia, Marobo, cuyo origen se encuentra próximo a Maliana, y Lau-li que nace cerca de Salvi, a 320 m de altitud. El río de Lois, dependiendo de la región que atraviesa, es llamado Bancama, en su curso superior, y Taibu y Bebano en su curso medio.